# تیم ملی فوتبال زیر ۲۳ سال مغولستان
تیم ملی فوتبال زیر ۲۳ سال مغولستان (به انگلیسی: Mongolia national under-23 football team) تیم فوتبال جوانان کشور مغولستان است و زیر نظر فدراسیون فوتبال مغولستان فعالیت می‌کند. این تیم نمایندهٔ مغولستان در بازی‌های المپیک و بازی‌های آسیایی است.